# Fernão Garcia de Sousa
Fernão Garcia de Sousa, cognominado O Esgaravunha (c. 1215 - entre 1251 e 1256 ou 1275) foi um rico-homem do Reino de Portugal tendo o seu período de vida abrangido os reinados de Afonso II, Sancho II e Afonso III. Para além de exercer cargos na corte régia, foi um trovador português da fase inicial da poesia medieval ibérica.

## Primeiros anos
Fernão era filho de Garcia Mendes II de Sousa, o de Eixo e D. Elvira Gonçalves de Toronho, pertencendo portanto a uma das linhagens portuguesas mais importantes da época, os Sousas. Nasceu nos inícios do século XIII, em data desconhecida, pouco depois do seu irmão Gonçalo Garcia, mas anterior a 1224, ano em que aparece pela primeira vez na documentação, e ao que parece teria de ser já adulto, visto que é apontado como tenente em Gouveia (1224) e Celorico (1230).

## O provável exílio

### Da divergência nobiliárquica ao conflito sucessório
A família de Fernão esteve intrinsecamente ligada ao conflito sucessório que se desencadeou logo após a morte de Sancho I de Portugal: o seu tio, Gonçalo Mendes II de Sousa, fora companheiro de armas e mordomo de Sancho I, e nomeado seu executor testamentário juntamente com Lourenço Soares de Ribadouro, Gonçalo Soares, Pedro Afonso de Ribadouro, e Martim Fernandes de Riba de Vizela. O sucessor de Sancho, Afonso II de Portugal, não concordou com o testamento deixado pelo pai, no qual teria de ceder terras às suas irmãs, equiparadas a ele em título, e recusou cumpri-lo. Assim, os primeiros anos do reinado ddeste foram marcados por violentos conflitos internos entre o rei e as suas irmãs Mafalda, Teresa e Santa Sancha de Portugal, a quem Sancho legara em testamento, sob o título de rainhas, a posse dos castelos de Montemor-o-Velho, Seia e Alenquer, com as respectivas vilas, termos, alcaidarias e rendimentos. Ora, Afonso, tentando evitar a supremacia da influência dos nobres no seu governo, pretendia centralizar o seu poder, mas para isso incorria contra as irmãs e em último caso contra o testamento paterno. Defendendo desta forma o testamento, o tio de Fernão defendeu intensamente a posição das infantas, sobretudo nas terras onde dominava como tenente: Montemor-o-Novo, Sesimbra, Lisboa, Sintra, Torres Vedras, Abrantes e Óbidos, além das já referidas, inaugurando um período no qual os Sousas, firmes apoiantes da realeza portuguesa, se lhe opunham pela primeira vez.
A posição contrária do senhor da Casa de Sousa teve consequências imediatas,ː a sua hegemonia na corte chega ao fim, e são-çhe ainda retiradas as tenências que então governava. Os Sousas passaram a partir deste momento a assumir-se abertamente como defensores dos direitos das infantas irmãs do rei, e como acérrimos inimigos da política centralizadora de Afonso II.
O conflito seria resolvido somente com intervenção do Papa Inocêncio III; o rei indemnizaria as infantas com uma soma considerável de dinheiro, e a guarnição dos castelos foi confiada a cavaleiros templários, mas era o rei que exercia as funções soberanas sobre as terras e não as infantas. Os Sousas seriam desta forma renegados durante todo o reinado, e assim sendo saíram de Portugal, refugiando-se em outras cortes peninsulares. É muito provável que Fernão não tivesse sido exceção.

### O exílio
Sabe-se que em 1230 pudesse ainda estar fora de Portugal, pois desaparece da documentação, ausentando-se provavelmente para Castela ou mesmo para fora da Península, na sequência das tensões políticas que conduzirão à deposição de Sancho II.
Fernão parece ter residido em Castela, na corte de Afonso X, travando conhecimento com trovadores como Pero Garcia Burgalês e Pedro Amigo de Sevilha..

## O florescer da corte sousã

### Regresso
A morte prematura de Afonso II em 1223 permitiu o regresso dos Sousas, aproveitando a menoridade de Sancho II de Portugal para readquirirem influência. De facto, no assento da demanda entre as infantas e a coroa, estabelecida em 1223, reinando já Sancho II, e com a qual afirmava a infanta-rainha Mafalda que o castelo de Montemor poderia ser entregue a oito fidalgos, entre eles Gonçalo Mendes. Este no entretanto herdara várias tenências do cunhado.

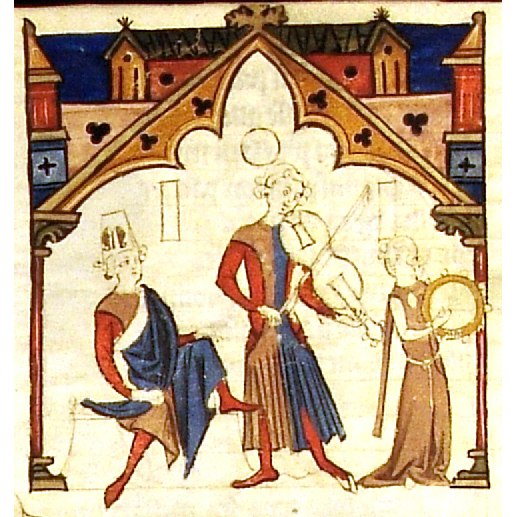
Trovadores, representados no Cancioneiro da Ajuda.

### O patrocínio da cultura
A família de Sousa seria a maior patrocinadora da trovadorismo, sendo o próprio Fernão um trovador, tal como o seu pai, Garcia Mendes II o irmão, Gonçalo Garcia e ainda um primo Afonso Lopes de Baião..
O ambiente geralmente régio em que se centrava esta atividade deparava-se em Portugal com um ambiente mais senhorial, que era o que de facto recebia e fazia florescer o trovadorismo, na língua vernácula (galego-português), em oposição à preferência da cúria régia pelo latim tradicional que continuava a manifestar-se em documentos desta proveniência.

#### Obra

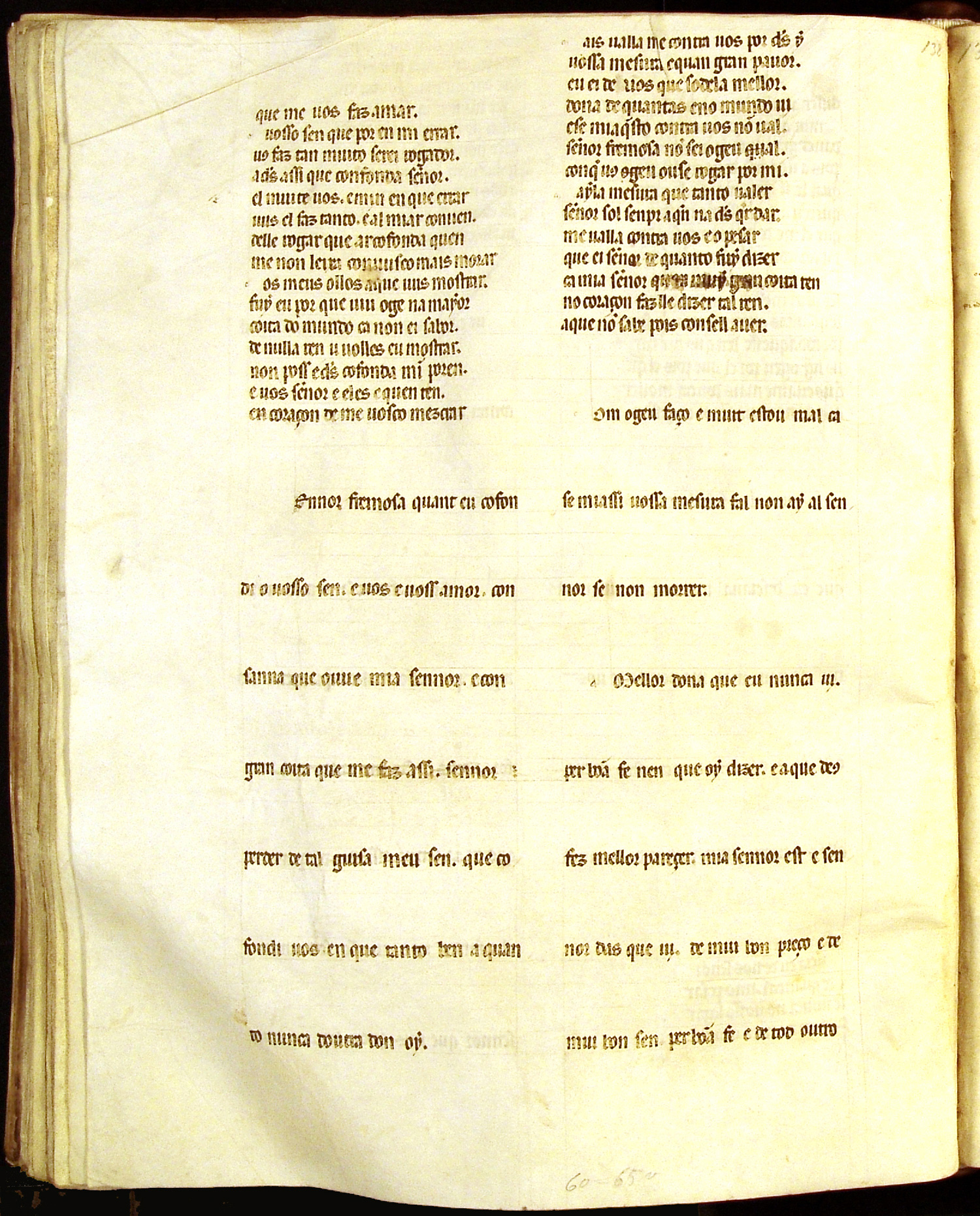
Fólio do Cancioneiro da Ajuda, que integra as cantigas Senhor fremosa, convém-mi a rogar, Senhor fremosa, quant'eu cofondi e A melhor dona que eu nunca vi.

Tal como o seu pai, e o seu irmão Gonçalo Garcia, Fernão foi também trovador, como comprovam os Livros de Linhagens que referem que trovou bem, sendo um dos melhores representantes da época áurea da poesia trovadoresca galego-portuguesa. Restaram dele dezasseis cantigas de amor e duas de escárnioː
- A melhor dona que eu nunca vi  (Texto na íntegra e Análise)
- A que vos fui, senhor, dizer por mi (Texto na íntegra e Análise)
- Des hojemais já sempr'eu rogarei (Texto na íntegra e Análise)
- Esta ama, cuj'é Joam Coelho (Texto na íntegra e Análise)
- Hom'a que Deus bem quer fazer (Texto na íntegra e Análise)
- Meu Senhor Deus, venho-vos eu rogar (Texto na íntegra e Análise)
- Nenguem-mim, que vistes mal doente (Texto na íntegra e Análise)
- Nẽum conselho, senhor, nom me sei (Texto na íntegra e Análise)
- Ora vej'eu o que nunca cuidava (Texto na íntegra e Análise)
- Punhei eu muit'em me quitar (Texto na íntegra e Análise)
- Quam muit'eu am'ũa molher (Texto na íntegra e Análise)
- Quand'eu mia senhor conhoci (Texto na íntegra e Análise)
- Que grave cousa, senhor, d'endurar (Texto na íntegra e Análise)
- Quem vos foi dizer, mia senhor (Texto na íntegra e Análise)
- Se Deus me leixe de vós bem haver (Texto na íntegra e Análise)
- Se vos eu amo mais que outra rem (Texto na íntegra e Análise)
- Senhor fremosa, convém-mi a rogar (Texto na íntegra e Análise)
- Senhor fremosa, quant'eu cofondi (Texto na íntegra e Análise)
- Senhor fremosa, que sempre servi (Texto na íntegra e Análise)
- Tod'home que Deus faz morar (Texto na íntegra e Análise)

## A crise de 1245-47 e a questão de Trancoso
Durante o reinado de Sancho II começava a tomar lugar uma desorganização da hereditariedade da rico-homia das linhagens nas respetivas terras. O rei passava desta forma a intervir na sucessão das tenências, evitando, sempre que possível, que se transmitissem dentro da mesma família. Estes e outros atos, talvez tendo por trás o valido Martim Gil de Soverosa, um dos prováveis e principais instigadores da crise, levaram a que Fernão e a sua família, durante a crise de 1245-1248, integraram o partido que apoiou as pretensões do infante Afonso. E não era só uma questão política: Martim Gil tivera, anos antes, um desagravo com Vasco Mendes de Sousa, tio de Fernão, que a família pretendia vingar.
Durante este período de guerra é protagonista de um célebre episódio detalhadamente relatado pela Crónica Geral de Espanha de 1344, ocorrido em Trancoso, onde desafia Martim Gil de Soverosa.
Na retirada do rei banido para Castela, este e o seu séquito de aliados, composto por senhores do exército castelhano (auxiliar) chegaram ao lugar da Moreira, perto de Trancoso, na qual estavam muitos capitães portugueses, e entre eles Fernão Garcia. Sabendo este da chegada de el-rei, armou-se e, com um só escudeiro, foi a Moreira. Admitido a falar, beijou a mão do rei e fez aos mais senhores as cortesias devidas. Depois prosseguiu com o seguinte discurso:
| “ | Senhor, meus irmãos, por cujo mandado venho, estão em Trancoso, todos somos vossos vassalos; eles e eu vos pedimos e requeremos, perante o senhor infante vosso primo [Afonso de Castela] e estes senhores que aqui estão, que vades para aquela vila, na qual e em seu castelo vos receberemos como a nosso rei e senhor, e assim em todos os outros que temos a nosso cargo, contanto que convosco não leveis a D. Martim Gil, que aqui está, nem aos seus, que destruíram a vossa terra e impediram fazer-se justiça dos malfeitores. Ele era o rei, e vós senhor, não tínheis mais que o nome e o sangue real donde procedeis; com vossa autoridade se fazia insolente; nem atentava pelo bem comum nem ao vosso serviço e, assim, por seus conselhos, chegastes ao estado presente. E se ele disser que não é assim, eu me combaterei com ele, que para isso venho aqui armado e ali à porta tenho um cavalo, e sobre isto espero em Deus que o matarei ou farei confessar esta verdade. | ” |

Martim Gil apenas respondeu que Fernão falava mal e que se arrependeria, dando de olho aos seus criados para que o esperassem no caminho e o matassem; mas Fernão preveniu-se e pediu a alguns senhores que o pusessem a salvo e eles o fizeram, à lei de cavaleiro. Fernão Garcia e os seus irmãos seguiam o conde de Bolonha e teriam por isso emulação particular com os privados de Sancho II. Na verdade, muitos dos que trataram de depor Sancho deixaram-se levar para além do zelo e do bem público que teria, pois tornaram-se a cometer, no reinado de Afonso III, os mesmos erros e barbaridades que já ocorriam no reinado anterior.

## A bonança em tempos de Afonso III
Após o fim da guerra e a subida ao trono de Afonso III, acompanha o novo monarca, assumindo, em 1250, a tenência da Maia.  Fernão Garcia tomou parte na reconquista dos restos do Algarve por Afonso III, especialmente na tomada de Faro (1249), e foi um dos conselheiros habituais daquele rei, tendo intervindo como tal na elaboração das leis gerais de 1251.
Provavelmente já cortejava Urraca Abril, a sua esposa, muito antes de casar com ela, podendo ser ele o pretendente que o pai, Abril Pires de Lumiares recusava casamento para além de Martim Gil de Soverosa. Aliás há quem inclusivamente relacione esta disputa dos pretendentes de Urraca com o ocorrido em Trancoso.
O certo é que Abril pretendia, e a filha casou como o pai quis: o destinado foi João Martins de Riba de Vizela O Chora, com quem terá tido um filho. Enviuvando em 1248, e já órfã de pai, Urraca estaria na corte de Afonso III de Portugal, de quem foi barregã e que recebeu uma valiosa doação, a acrescentar a todos os bens que já detinha por herança paterna e materna, de entre os quais os poderosos senhorios de Aveiro e Lumiares, que provavelmente Fernão terá detido quando (por fim?) casou com Urraca Abril, por volta de 1250 ou 1256. Não se sabe a duração exata do matrimónio de ambos, já que se desconhece tanto a data de morte exata de Fernão como de Urraca. Não tendo deixado descendência, os senhorios de Urraca reverteram para o enteado de Fernão, Pedro Anes de Riba de Vizela.

## Morte e posteridade
Há várias sugestões para a data de morte de Fernão Garcia. Uns apontam para 1251, ano em que desaparece definitivamente da documentação régia, mas esta hipótese parece contrariar-se pelo facto de a esposa, Urraca, ter sido amante do rei entre 1248 e 1256, e que só depois terá casado com Fernão Garcia. Outros estendem mesmo a sua data até 1256, não cumprindo sequer um ano de casamento, o que poderia justificar a falta de descendência. Uns ainda não aceitam um período tão curto de casamento e prolongam a vida de Fernão até 1275, partindo do facto que os seus bens só foram repartidos em 1284.
Note-se que o apelido Esgaravunha com que Fernão ficou conhecido poderá dever-se ao facto de ter eventualmente usado unhas grandes.

## Casamento e descendência
Fernão casou, depois de 1248, com D. Urraca Abril de Lumiares, filha de, prima direita da mulher de seu irmão João Garcia, Urraca Fernandes II de Lumiares (portanto primas e cunhadas simultaneamente), e viúva desde 1248 de D. João Martins de Riba de Vizela, estando este primeiro casamento atestado numa cantiga satírica de João Soares Somesso.
Fernão e Urraca não tiveram descendência.